# Laura Prepon
Laura Prepon, née le 7 mars 1980 à Watchung, est une actrice américaine.
Elle est révélée au grand public grâce au rôle de Donna Pinciotti dans la série comique That '70s Show (1998-2006) et confirmée avec celui d'Alex Vause, dans la série télévisée Orange Is the New Black (2013-2019).

## Biographie

### Jeunesse et formation
Laura est née le 7 mars 1980 à Watchung, une petite ville du New Jersey située non loin de New York. Elle est la plus jeune d'une famille de 5 enfants.
Son père décède pendant une opération à cœur ouvert alors qu'elle n'a que 13 ans.
Avant de signer son premier contrat en tant qu'actrice, elle était top-model en Europe (notamment en Italie et en France).
Attirée depuis toute petite par le métier d'actrice, elle prend des cours de théâtre à New York à l'âge de 15 ans.

### 70s Showet révélation (1998-2006)
En 1998, son rôle dans la série That '70s Show la fait connaître au grand public. Elle y joue le personnage de Donna Pinciotti, une jeune fille mûre pour son âge, amoureuse de son voisin Eric Forman joué par Topher Grace. 
La série est un succès d'audiences et lui permet de décrocher deux citations pour les Teen Choice Awards, l'une dans la catégorie révélation télévisuelle de l'année et l'autre dans la catégorie meilleure actrice dans une série télévisée comique.
Parallèlement au tournage de la série, l'actrice tourne peu. Elle prête sa voix pour les besoins de séries télévisées animées comme Les Rois du Texas et American Dad! ainsi que le jeu vidéo Halo 2 et elle tourne dans des longs métrages indépendants comme la comédie potache Slackers.
A l'arrêt de 70s Show,  l'actrice peine à rebondir.  

### Perte de vitesse (2007-2012)

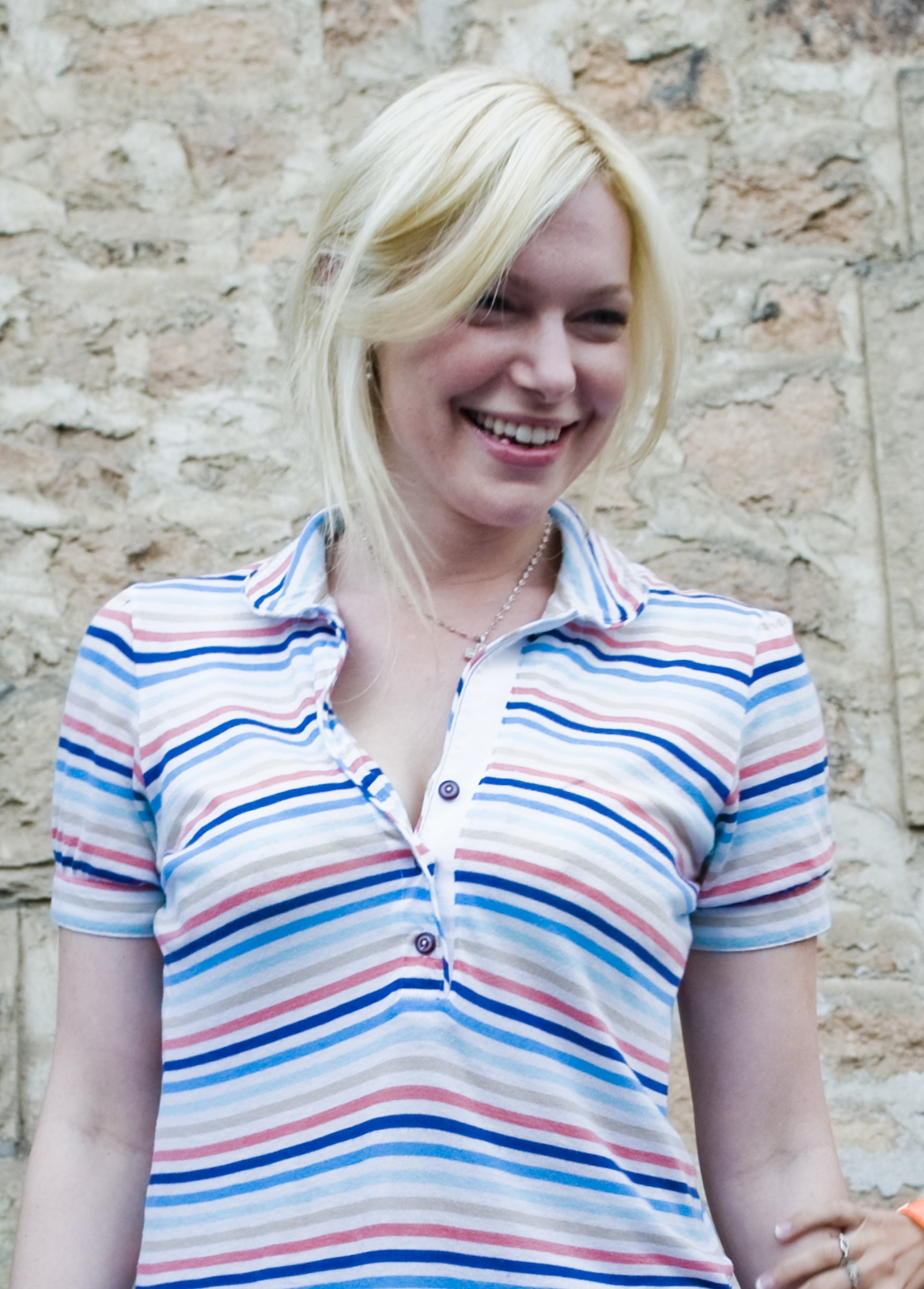
En 2008.

En 2006, elle est le premier rôle du film Karla basée sur l'histoire vraie de Karla Homolka qui avec son compagnon Paul Bernardo a commis trois crimes en violant et assassinant des jeunes filles dont la propre sœur de Karla. Mais le projet passe inaperçu, tout comme le drame Come Early Morning avec Ashley Judd, pourtant salué par la critique. 
Elle retourne sur les plateaux de télévision et intègre la distribution principale de l'éphémère série October Road, qui dure deux saisons, diffusées entre 2007 et 2008. 
Elle enchaîne les apparitions en tant que guest-star dans US Marshals : Protection de témoins, Dr House et Médium et elle joue dans trois épisodes de How I Met Your Mother. Dans cette série comique à succès Laura Prepon interprète Karen, petite amie de Ted lorsqu'ils étaient au lycée (interprété par Josh Radnor). Karen trompait Ted à chaque fois qu'elle venait le voir à l'université.
En 2010, elle apparait aussi dans le onzième épisode de la troisième saison de la série Castle : elle y interprète une actrice devant jouer au cinéma l'héroïne d'un des romans de Richard Castle.
En 2012, elle porte la série comique Are You There, Chelsea?, mais la série est rapidement annulée, faute d'audiences.

### Orange Is The New Blacket retour au succès (2013-2019)

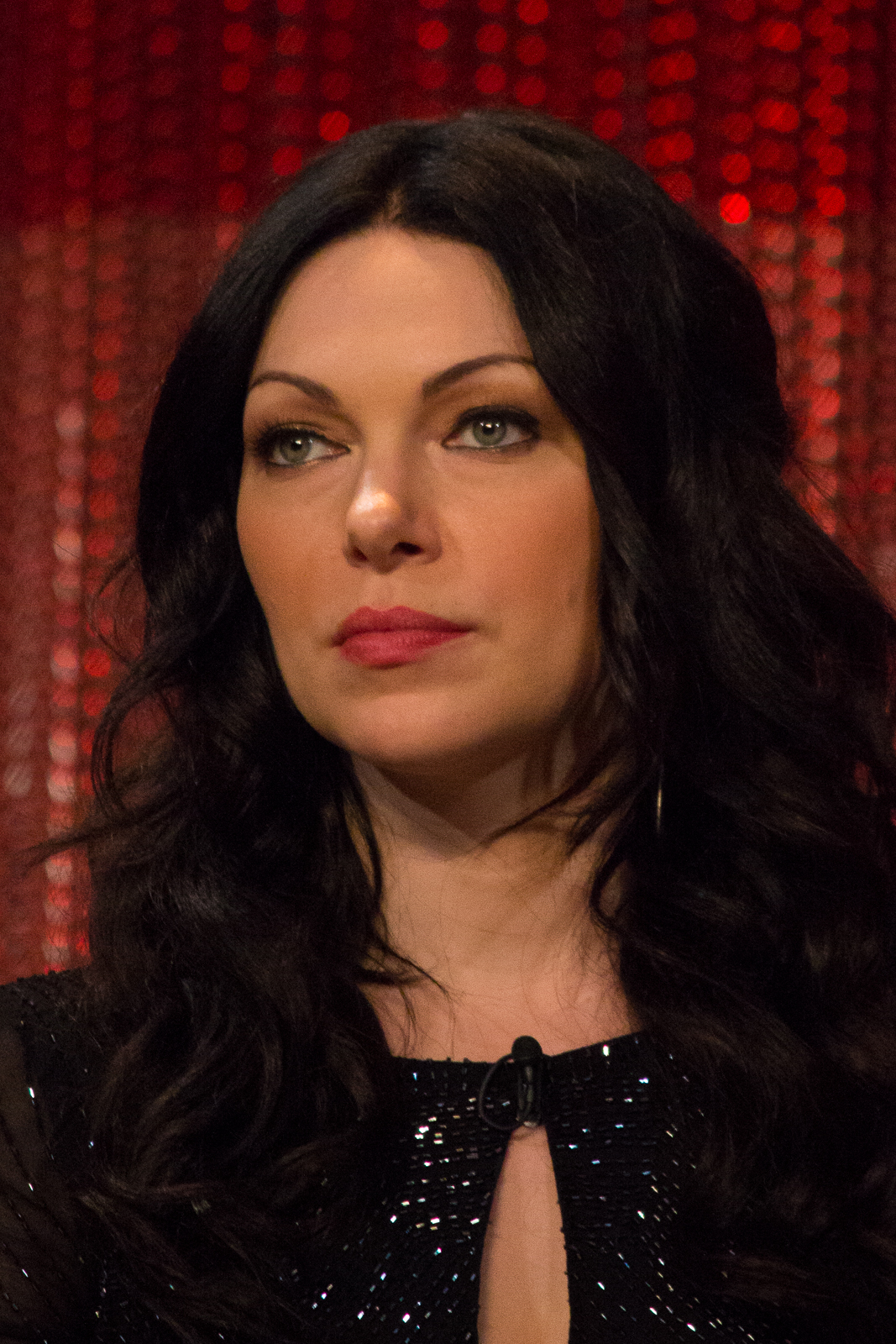
Au PaleyFest 2014, pour la promotion dOrange Is the New Black.

Cependant, elle peut compter sur l'année 2013 pour revenir sur le devant de la scène. En effet, cette année-là, elle est à l'affiche de la série Orange Is the New Black, dont l'histoire se déroule dans une prison à sécurité minimale pour femmes. Elle interprète en second rôle la détenue Alex Vause.
C'est l'une des deux premières séries produites par Netflix avec House of Cards, elle rencontre un succès important, elle est l'une des séries les plus plébiscitées par le public et la critique de ces dernières années. Elle a, par exemple, remporté des prix lors de la cérémonie des Screen Actors Guild Awards et lors des Emmy Awards (l'équivalent des Oscars pour la télévision). La série est considérée comme un show peu conventionnel qui libère les clichés sur les femmes et l'univers carcéral.
En 2013, c'est ainsi qu'elle remporte le Satellite Award de la meilleure actrice dans un second rôle dans une série télévisée et elle gagne, en 2015, 2016 et 2017, l'Actor de la meilleure distribution remis par les Screen Actors Guild Awards.
En 2016, elle donne la réplique à Emily Blunt pour le thriller dramatique La Fille du train. L'année suivante, elle joue dans la comédie dramatique indépendante The Hero avec Sam Elliott, qui lui permet de décrocher une proposition pour le Chlotrudis Award de la meilleure actrice dans un second rôle.
En 2019, après l'arrêt d'Orange Is the New Black, l'actrice annonce se retirer un temps des plateaux de télévision et lance sa chaîne Youtube dont elle se sert pour apporter des conseils de nutrition.

## Vie privée
De 1999 à 2007, elle est en couple avec l'acteur Christopher Masterson qu'elle a rencontré sur le plateau de That `70s Show.
Depuis juillet 2016, elle fréquente l'acteur américain Ben Foster. En octobre 2016, ils annoncent leurs fiançailles. En août 2017, elle donne naissance à leur fille prénommée Ella. Ils se sont mariés en juin 2018. Le 24 octobre 2019, elle annonce sur son compte instagram être enceinte de son second enfant. Le 26 février 2020, elle donne naissance à leur garçon.
En novembre 2024, après 8 ans de relation et 6 ans de mariage; la presse annonce leur séparation. D’après son ex-mari, des différends irréconciliables auraient mis un terme à leur couple et il daterait la séparation au 9 septembre 2024. Des sources du couple auraient déclaré qu’ils vivaient séparés depuis un certain temps; lui à Los Angeles, et elle, dans le Tennessee avec leurs deux enfants.
Elle a longtemps été membre de la scientologie. Elle a décidé de quitter l'Église en devenant mère.

## Filmographie

### Cinéma

#### Courts métrages
- 2007 : Once Upon a Time de Sarah Moshman : La sorcière dans les bois

#### Longs métrages
- 2001 : Southlander de Steve Hanft : Seven=Five
- 2002 : Slackers de Dewey Nicks : Reanna
- 2004 : Lightning Bug de Robert Green Hall (en) : Angevin Duvet
- 2004 : The Pornographer: A Love Story de Alan Wade : rôle non communiqué
- 2005 : Karla de Joel Bender : Karla Homolka
- 2006 : Come Early Morning de Joey Lauren Adams : Kim
- 2007 : The Chosen One de Chris Lackey : Rachel Cruz (voix)
- 2012 : Lady Vegas : Les Mémoires d'une joueuse (Lay the Favorite) de Stephen Frears : Holly
- 2012 : The Kitchen d'Ishai Setton : Jennifer
- 2016 : La Fille du train de Tate Taylor : Cathy
- 2017 : The Hero de Brett Haley : Charlotte

### Télévision

#### Téléfilms
- 2005 : Romancing the Bride de Kris Isacsson : Melissa
- 2006 : That '70s Show Special: The Final Goodbye de David Trainer : Donna Pinciotti
- 2011 : Sur les traces de ma fille (The Killing Game) de  Bobby Roth : Eve Duncan
- 2011 : Neighbros d'elle-même : L Boogie

#### Séries télévisées
- 1998-2006 : That '70s Show : Donna Pinciotti (200 épisodes)
- 2004 : Les Rois du Texas (King of the Hill) : April (voix - saison 8, épisode 22)
- 2005 : American Dad! : Hayley Smith (voix - 1 épisode)
- 2007-2008 : October Road : Hannah Daniels (19 épisodes)
- 2009 : US Marshals : Protection de témoins : Lauren Hefferman (saison 2, épisode 8)
- 2009-2010 : How I Met Your Mother : Karen (saison 4, épisodes 16 et 17 puis saison 5, épisode 18)
- 2010 : Médium (Medium) : Kira Hudack (saison 6, épisode 15)
- 2010 : Dr House  : Frankie (saison 6, épisode 15)
- 2011 : Castle : Natalie Rhodes (saison 3, épisode 11)
- 2011 : Love Bites : Alex (épisode 3)
- 2012 : Are You There, Chelsea? : Chelsea Handler (12 épisodes)
- 2012 : Men at Work : Hannah (saison 1, épisode 7)
- 2013-2019 : Orange Is the New Black : Alex Vause (82 épisodes)
- 2023 : That '90s Show : Donna Pinciotti (invitée)

### Jeux vidéo
- 2004 : Halo 2 : Marine (voix)

### En tant que productrice
- 2004 : Lightning Bug (en)(également assistante du réalisateur)
- 2005 : E! Hollywood Hold'em (en) (série télévisée)

### En tant que réalisatrice
- 2011 : Neighbros (téléfilm, également scénariste)
- 2017 - 2019 : Orange is The New Black (série télévisée, 3 épisodes)
- 2023 : That '90s Show (série télévisée, 2 épisodes)

## Distinctions
Sauf indication contraire ou complémentaire, les informations mentionnées dans cette section proviennent de la base de données IMDb.

### Récompenses
- Satellite Awards 2014 : Meilleure actrice dans un second rôle dans une série télévisée pour Orange Is the New Black
- Screen Actor Guild Awards 2015 : Meilleure distribution pour une série comique pour Orange Is the New Black
- Screen Actor Guild Awards 2016 : Meilleure distribution pour une série comique pour Orange Is the New Black
- Screen Actor Guild Awards 2017 : Meilleure distribution pour une série comique pour Orange Is the New Black

### Nominations
- Young Artist Awards 1999 : Meilleure jeune distribution dans une série télévisée pour That '70s Show
- Teen Choice Awards 1999 : Révélation télévisuelle de l'année pour That '70s Show
- Teen Choice Awards 2002 : Meilleure actrice dans une série télévisée comique pour That '70s Show
- Chlotrudis Awards 2018 : meilleure actrice dans un second rôle pour The Hero
- Screen Actors Guild Awards 2018 : Meilleure distribution pour une série comique pour Orange Is the New Black